# Кіантон (Нью-Йорк)
Кіантон (англ. Kiantone) — місто (англ. town) в США, в окрузі Чотоква штату Нью-Йорк. Населення — 1397 осіб (2020).

## Демографія
Згідно з переписом 2010 року, у місті мешкало 1350 осіб у 547 домогосподарствах у складі 401 родини. Було 589 помешкань
Расовий склад населення:
| - 98,4 % — білих - 1,0 % — чорних або афроамериканців - 0,2 % — корінних американців |

До двох чи більше рас належало 0,4 %. Частка іспаномовних становила 0,5 % від усіх жителів.
За віковим діапазоном населення розподілялося таким чином: 19,5 % — особи молодші 18 років, 61,3 % — особи у віці 18—64 років, 19,2 % — особи у віці 65 років та старші. Медіана віку мешканця становила 46,9 року. На 100 осіб жіночої статі у місті припадало 96,8 чоловіків;  на 100 жінок у віці від 18 років та старших — 100,2 чоловіків також старших 18 років.
Середній дохід на одне домашнє господарство  становив 72 019 доларів США (медіана — 58 889), а середній дохід на одну сім'ю — 80 691 долар (медіана — 65 781). Медіана доходів становила 51 389 доларів для чоловіків та 41 500 доларів для жінок. За межею бідності перебувало 5,2 % осіб, у тому числі 4,6 % дітей у віці до 18 років та 7,2 % осіб у віці 65 років та старших.
Цивільне працевлаштоване населення становило 618 осіб. Основні галузі зайнятості: освіта, охорона здоров'я та соціальна допомога — 28,3 %, виробництво — 20,7 %, роздрібна торгівля — 8,7 %, фінанси, страхування та нерухомість — 7,1 %.